# Liparochrus globuliformis
Liparochrus globuliformis là một loài bọ cánh cứng trong họ Hybosoridae. Loài này được Macleay miêu tả khoa học năm 1888.